# Addicted to Love (chanson)
Pour les articles homonymes, voir Addicted to Love.
Singles de Robert Palmer
Riptide
(1986) Hyperactive
(1986)
Clip vidéo
[vidéo] « Addicted to Love », sur YouTube
Addicted to Love est une chanson écrite, composée et interprétée par le chanteur britannique Robert Palmer. Sortie en single en janvier 1986, il s'agit du troisième extrait de l'album Riptide (en) sorti en novembre 1985.
C'est un des plus grands succès du chanteur, essentiellement dans les pays anglophones. Il se classe notamment en tête des ventes aux États-Unis et en Australie.
Le clip, réalisé par Terence Donovan, dans lequel Robert Palmer chante accompagné par un « groupe » composé de mannequins féminins habillés à l'identique, a marqué son époque. Il a, par la suite, été parodié plusieurs fois.
La chanson a de nouveau eu les honneurs des hit-parades en Europe grâce à la reprise de Tina Turner en 1988.

## Enregistrement de la chanson
La chanson devait être interprétée en duo par Robert Palmer et la chanteuse Chaka Khan, mais le manager de cette dernière s'y est opposé. 
Parmi les musiciens présents lors de l'enregistrement, on trouve Andy Taylor du groupe Duran Duran à la guitare, Tony Thompson, du groupe Chic, à la batterie (tous deux avaient déjà joué avec Robert Palmer en 1985 au sein de The Power Station), tandis que Bernard Edwards, autre membre de Chic, joue la basse. Il est également le producteur de la chanson.

## Clip
Réalisé par le photographe britannique Terence Donovan, le clip vidéo met en scène Robert Palmer chantant entouré de cinq mannequins féminins faisant semblant de jouer d'instruments de musique. Les femmes présentent toutes la même apparence : très maquillées, brunes, les cheveux tirés en arrière, vêtues de petites robes noires signées Azzedine Alaïa, portant des chaussures à petit talon aiguille. Leurs visages gardent une expression neutre.
Les cinq mannequins sont : Julie Pankhurst (claviers), Patty Kelly et Julia Bolino (guitares), Mak Gilchrist (basse) et Kathy Davies (batterie).
Récompensé aux MTV Video Music Awards, le clip a durablement marqué les esprits au point que plusieurs artistes s'en sont largement inspiré ou l'ont parodié. Ainsi, Tone Loc avec Wild Thing en 1989, Stardust avec Music Sounds Better with You en 1998, Shania Twain avec Man! I Feel Like a Woman! en 1999, Bowling for Soup avec 1985 en 2004 ou Beyoncé avec Green Light en 2007.
"Weird Al" Yankovic, quant à lui, a enregistré une parodie de la chanson intitulée Addicted to Spuds en 1986 avant de parodier la vidéo avec UHF en 1989.
Robert Palmer a lui-même réutilisé l'idée des mannequins comme groupe d'accompagnement dans trois autres clips : I Didn't Mean to Turn You On (en) (également extrait de l'album Riptide), Simply Irresistible (en) et Change His Ways (deux extraits de l'album Heavy Nova (en) sorti en 1988).

## Distinctions
En 1986, Addicted to Love remporte le MTV Video Music Award de la meilleure vidéo masculine et reçoit plusieurs nominations: vidéo de l'année, meilleure performance, meilleure performance scénique et choix des téléspectateurs.
En 1987 la chanson permet à Robert Palmer d'être sacré meilleur chanteur rock aux Grammy Awards, elle est également nommée pour le Grammy Award de l'enregistrement de l'année et le Grammy Award de la chanson de l'année.

## Classements hebdomadaires et certifications
| Classement (1986)                         | Meilleure position |
| ----------------------------------------- | ------------------ |
| Afrique du Sud (Springbok Radio)          | 4                  |
| Australie (Kent Music Report)             | 1                  |
| Belgique (Flandre Ultratop 50 Singles)    | 34                 |
| Canada (RPM 100 Singles)                  | 4                  |
| États-Unis (Billboard Hot 100)            | 1                  |
| États-Unis (Mainstream Rock Tracks chart) | 1                  |
| Irlande (IRMA)                            | 4                  |
| Nouvelle-Zélande (RMNZ)                   | 2                  |
| Pays-Bas (Single Top 100)                 | 34                 |
| Royaume-Uni (UK Singles Chart)            | 5                  |

| Classement (2003)              | Meilleure position |
| ------------------------------ | ------------------ |
| Royaume-Uni (UK Singles Chart) | 42                 |

| Pays                  | Certification | Unités certifiées |
| --------------------- | ------------- | ----------------- |
| Canada (Music Canada) | Or            | 50 000            |
| États-Unis (RIAA)     | Or            | 500 000           |
| Royaume-Uni (BPI)     | Argent        | 250 000           |

## Version de Tina Turner
Singles de Tina Turner
Nutbush City Limits (live)
(1988) Tonight (live)
(1988)
Addicted to Love interprété par la chanteuse américaine Tina Turner sort en single en 1988, extrait de l'album live Tina Live in Europe.
Il se classe dans les charts britanniques, en Belgique et aux Pays-Bas.

### Classements hebdomadaires
| Classement (1988)                      | Meilleure position |
| -------------------------------------- | ------------------ |
| Belgique (Flandre Ultratop 50 Singles) | 23                 |
| Pays-Bas (Single Top 100)              | 28                 |
| Royaume-Uni (UK Singles Chart)         | 71                 |

## Autres reprises
D'autres artistes ont repris la chanson, comme Ciccone Youth sur The Whitey Album, Big Daddy, Eagles of Death Metal, Florence + The Machine.

## Dans la culture populaire
La chanson est présente dans le film Bienvenue à Marwen (2018).
La chanson est présente dans le film Cocktail (1989).